# Nina Forever
Nina Forever (bra: Nina Forever) é um filme de comédia de terror britânico de 2015 escrito e dirigido pelos irmãos Ben e Chris Blaine. É estrelado por Fiona O'Shaughnessy, Abigail Hardingham e Cian Barry. Estreou no festival de cinema SXSW. Fiona O'Shaughnessy interpreta Nina, uma fantasma que volta à vida para atormentar seu ex-namorado e sua nova namorada sempre que eles fazem sexo.
No Brasil, foi lançado no Looke em 13 de outubro de 2022.

## Elenco
- Fiona O'Shaughnessy como Nina
- Abigail Hardingham como  Holly
- Cian Barry como Rob
- Elizabeth Elvin como Sally
- David Troughton como Dan

## Recepção
O Rotten Tomatoes relata uma taxa de aprovação de 94% com base em 36 avaliações com o consenso afirmando, "Nina Forever testa o limite da comédia romântica com um triângulo decididamente não ortodoxo que é tão diabolicamente original quanto é ousadamente escuro". No Metacritic, o filme tem uma pontuação média ponderada de 75 de 100 com base em 10 críticas. Michael Rechtshaffen do Los Angeles Times comparou-o a Dona Flor e Seus Dois Maridos e disse que "surge como um filme anti-namoro diabolicamente eficaz".